# Äspegöl
Äspegöl är en sjö i Jönköpings kommun i Småland och ingår i Lagans huvudavrinningsområde. Sjöns area är 0,004 kvadratkilometer och den befinner sig 238 meter över havet.